# Sofias änglar
Sofias änglar är en svensk tv-serie som sändes på Kanal 5 mellan 2011 och 2020. Programmet hade premiär den 25 januari 2011.
Sofia Wistam, Johnnie Krigström och Mattias Särnholm hjälper varje vecka folk som varit med om olyckor eller andra traumatiska förändringar i livet att bygga om deras hus för att ge dem bättre förutsättningar. I februari 2016 fick programmet sin högsta tittarsiffra sedan starten då de besökte en kvinna i Helsingborg som skadats allvarligt i en trafikolycka. Programmet vann Kristallen 2019 som årets livsstilsprogram.